# Rainer Moog
Pour les articles homonymes, voir Moog (homonymie).
Rainer Moog est un altiste allemand né à Cologne.
Il étudie d'abord l'alto dans son pays natal, la Prusse, avant d'aller se perfectionner à  la Juilliard School auprès de Walter Trampler. Il gagne ensuite en 1971 le Concours international de musique de l'ARD de Munich et devient de 1974 à 1978 premier alto de l'Orchestre philharmonique de Berlin, dirigé alors par Herbert von Karajan. Depuis, il partage son temps entre l'enseignement (il est professeur depuis 1978 à la Musikhochschule de Cologne) et les concerts en soliste.
Il a notamment créé les Lachrymae pour alto solo de Benjamin Britten ainsi que le concerto pour alto Holocaust-Requiem de Boris Pigovat avec l'Orchestre symphonique d'Ukraine en 2001.